# Logistik

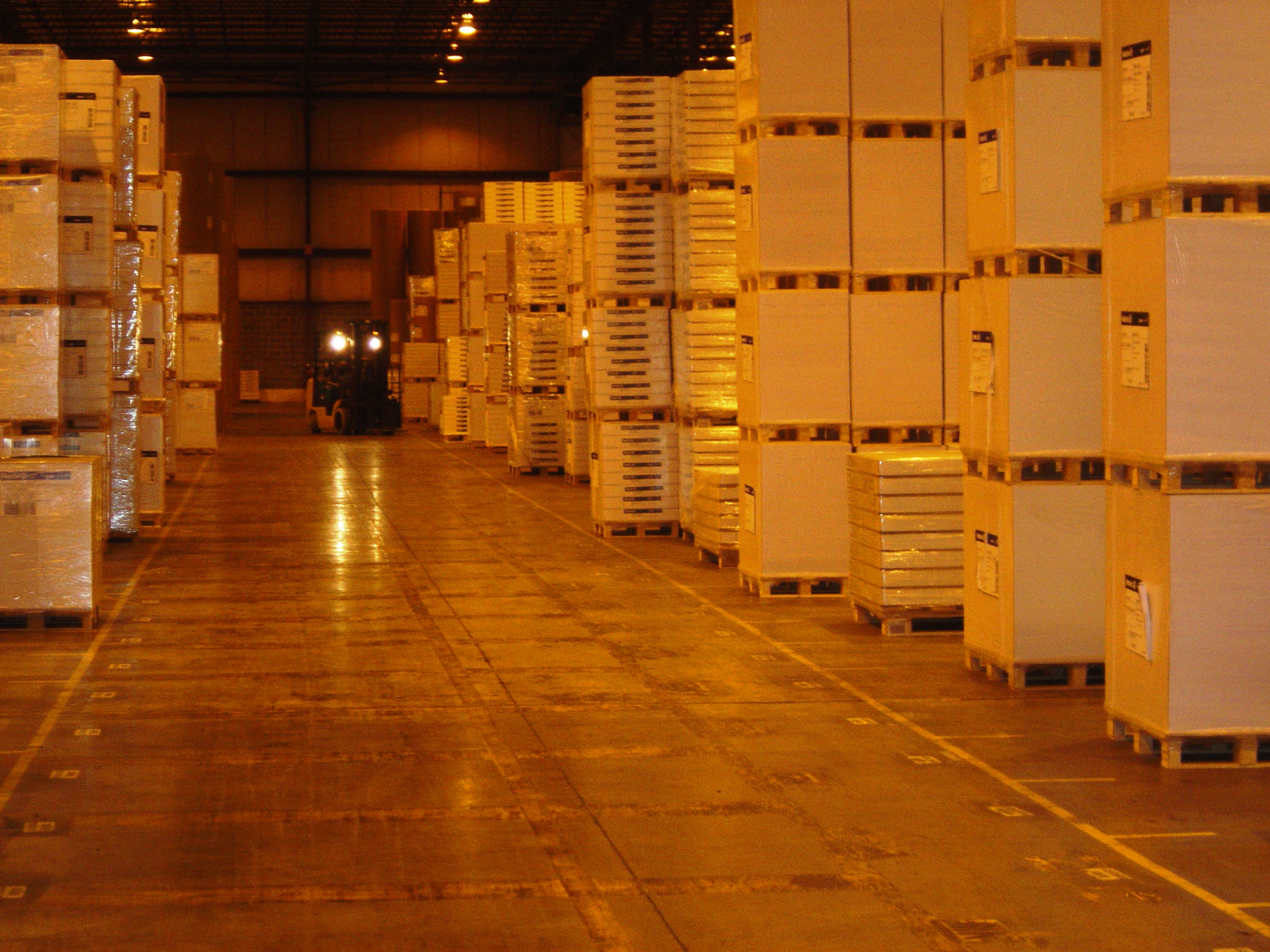
Lagerhållning ingår i logistik.

Logistik är kunskapen om att leda och kontrollera materialflöden samt till dessa kopplade resurs-, informations- och monetära flöden. Det handlar om att uppnå högsta möjliga effektivitet genom bra service och låga kostnader, för att därigenom tillfredsställa olika parter i en flödeskedja. Den som arbetar med logistik kallas för logistiker.
Logistik som ett enskilt fackämne kommer från militära behov att kontrollera tillförsel av drivmedel, mat, ammunition i stora mängder för att möta specifika behov vid olika frontavsnitt, planerade eller pågående anfall. En av de första att inse detta sägs vara Napoleon, som under 1800-talet instiftade en tjänst som Générale de Logistique, d.v.s. logistik-general. Detta blev dock tydligast under andra världskriget på den allierade sidan där produktionsapparaten fanns i USA och behoven vid olika fronter med en väldigt lång transport över Atlanten och Stilla havet. Denna gren av logistiken kallas militär logistik.
I dagens samhälle och omvärld har dock logistik blivit ett område som de flesta producerande och transporterande företag tar hänsyn till, eftersom logistik i mångt och mycket är ett sätt att förbättra en verksamhets lönsamhet.

## Olika grenar inom logistik

### Transportlogistik
Huvudsakligen förflyttning och övervakning av fysiskt gods från punkt A till punkt B. De fyra vanligaste transportsätten är definierade som lastbil, järnväg, fartyg och flyg , men det är även värt att nämna att "pipeline" ibland klassas som det femte transportsättet.
Ibland kan transporter skifta transportsätt, vilket oftast sker på en terminal. För att detta ska ske så effektivt som möjligt görs vissa lösningar för de olika transportsätten så att de så snabbt som möjligt kan fortsätta transporten. En lösning är s.k. cross-docking, som sker mellan tåg- och lastbilstransport. 

### Produktionslogistik
Denna inriktad sig huvudsakligen mot att förbättra flöden inom exempelvis en produktion för att uppnå högsta möjlig effektivitet, kapacitet med mera, bland annat genom att styra och minska ledtiderna. Ofta ingår en rad olika strategier för att uppnå bästa möjliga effektivitet, vilket inte sällan involverar fler än ett företag.
Ett av de mest grundläggande stegen inom produktionslogistik är att fastställa om verksamheten till sin natur är tryckande, d.v.s produktionen anpassas till fasta mål, exempelvis där produktionen måste anpassas fortlöpande till inflödet (sophantering, akutsjukvård och återvinning är exempel på detta) eller för att kunna leverera direkt vid kundorder till priset av större kapitalbindning och risk för osålda lager (t.ex. amerikansk bilindustri på 1950-60-talet, där fabrikerna hade stora parkeringar med osålda bilar). Alternativt kan verksamheten hanteras sugande, där inflödet anpassas till den av kundorder givna produktionen.
Inflödet kan utformas med hjälp av kanbansystemet i vilket man endast producerar efter kundens behov vilket är en av grunderna inom lean production och innebär att avrop på materiel enbart sker vid en optimal partistorlek som enklast beräknas genom den s.k. Wilsonformeln.
. En stor utmaning inom produktionslogistiken är även att kunna planera in order från kunder och hålla tillräcklig kapacitet. Har ett företag en lång tillverkningsprocess, med långa ledtider och lång orderstock blir det naturligt svårare att möta dessa krav, vilket innebär att prognossättning och tidigare erfarenhet har en framtonande roll. Detta gör det även svårare att bestämma var i produktionen kundorderpunkten ska sättas eftersom en tillverkning mot prognos inte binder råmaterialet i produktionen med den färdiga produkten till kund. För att optimera produktionen och skapa bättre prognoser kan även matematisk köteori och simulering av befintliga logistikflöden tillämpas.

### Tredjepartslogistik
Också Third Party Logistics (TPL eller 3PL). En tredje part åtar sig att utföra hela eller delar av de logistiktjänster som krävs för att säkerställa materialflöden mellan ett företag och dess kunder. Vanligen utför tredjepartsföretaget transporterna till kunderna eller svarar för fysisk lagerhållning och administration, s.k. lagerhotell. Både små och stora företag lägger ut sin logistik för att uppnå flexibilitet, kostnadseffektivitet och större fokus på sin kärnverksamhet.

### Fjärdepartslogistik
När en fjärde part går in och styr den logistiska strategin för en hel försörjningskedja för att på så sätt skapa maximal effektivitet. Att styra en försörjningskedja heter på fackspråk Supply Chain Management. I många fall kan det vara svårt att ha kontroll över en hel försörjningskedja, eftersom det enskilda företaget (eller koncernen) ibland inte får tillräckligt med information kring tillverkningen och logistiken. Huruvida det är det största företaget, ursprungsleverantören, eller det sista ledet innan kunden som ska ansvara för Supply Chain Management i hela eller delar av försörjningskedjan är i många fall svårt att avgöra.

### Logistik och juridik
Den juridiska anknytningen till logistik brukar oftast handla om transporter, men även lagerhantering kan beröras av juridiska eftertankar. De lagar som brukar vara aktuella har i de flesta fall med de olika transportlagarna att göra (internationella såväl som nationella) samt avtalslagen och köplagen. Det som är lite speciellt med avtalslagen och köplagen i samband med logistik och transporter är att avtalens längd är svåra att uppskatta eller definiera. I många fall har företag olika standardiserade avtal när det gäller transporter och varor; ett av dessa är Nordiskt Speditörsförbunds Allmänna Bestämmelser som framförallt brukas vid transporter inom norden och hanterar relationen mellan köparen och säljaren av transporten. En annan känd ram för standardavtal vid leveranskrav är Incoterms, vilken rör vem av köparen, respektive säljaren av varan, som skall stå för risk, fraktkostnad och försäkring. Dessa standardavtal står dock inte över transportlagarna, eftersom dessa är tvingande lagar (vilket innebär att de inte kan avtalas bort).
Att lägga märke till är tillämpningen av försäkringsvillkor för olika transportmedel. För landsvägstransporter gäller försäkringsbolagens villkor för lastbilar och deras laster endast så länge bilarna färdas på landsvägar. Men med tanke på att en lastbil med sin last kör ombord på en bilfärja gäller helt andra försäkringsvillkor för sjötransporter, och vanligen övergår därmed försäkringsansvaret på ett helt annat försäkringsbolag. I detta fall anses hela lastbilen som gods.

### Logistik och IT
Kopplingen mellan IT och logistik har blivit allt viktigare i samband med globaliseringen och det IT-samhälle som har växt fram. I en värld där företag väljer att placera tillverkning, lager och planering på skilda geografiska platser blir IT allt viktigare; både som kontroll och kommunikationsmedel. Många företag ser fördelar med att exempelvis lägga pengar på avancerade affärssystem (såsom IBS, SAP eller Movex) eller märkningssystem för sina produkter. En fördel med ett väl fungerande affärssystem är att den logistiska verksamheten synliggörs inom och utanför företaget, vilket underlättar för planeringen av produktion och transporter. Ett märkningssystem som uppmärksammats mycket på senare tid är den s.k. RFID-tekniken, vilket ger möjlighet att märka upp gods och produkter och via en liten "tag" (se. chip) bifoga mycket stor information för produkten, vilket ger möjligheter till en effektiv logistik i många avseenden.

## Den moderna logistikens utveckling
Synen på logistik har utvecklats mycket under de senaste årtiondena. Från att varit ett relativt smalt ämne har det utvecklats till ett brett teoriområde. Logistikutvecklingen kan delas in i fyra olika faser sedan 1960-talet och fram:
- Fas 1 – Transport- och lageroptimering
- Fas 2 – Materialadministration
- Fas 3 – Logistikstrategi
- Fas 4 – Supply Chain Management

### Fas 1 – Transport- och lageroptimering
Fram till 1960-talet låg fokus på att optimera och förbättra separata logistikaktiviteter, exempelvis materialhantering, paketering, lagring och transporter. Inflödet av varor och materialflödet under tillverkningen hade en lägre prioritet.
Man ägnade även stor tid till att ta fram matematiska modeller för optimala lösningar.
Från 1960-talet har synen på logistik förändrats och blivit mer bred, ett stort steg framåt togs när totalkostnadsanalysen introducerades. Den innebär att företaget studerar alla logistikaktiviteter som påverkas av det aktuella beslutet. Man kan väga mellan höga transportkostnader och lägre kapitalbindningskostnader och välja det alternativ som ger lägst totalkostnad. Den Logistiska Målkonflikten växte fram:
| Fenomen                 | Leveransförmåga | Tillverkningskostnad | Kapitalbindning |
| ----------------------- | --------------- | -------------------- | --------------- |
| Marknad och försäljning | Hög             | Hög                  | Hög             |
| Tillverkning            | Låg             | Låg                  | Hög             |
| Ekonomi                 | Låg             | Hög                  | Låg             |
| Mål                     | Hög             | Låg                  | Låg             |

(Förklaring till tabellen saknas)

### Fas 2 – Materialadministration
Materialadministration växte fram under 1960- och 1970-talen. Tidigare hade logistikaktiviteter setts som kostnadsdrivare, vilket innebar att man satsade på att minska kostnader och kapitalbindning. Nu visade det sig att logistiken påverkade intäkterna så att den billigaste logistikkostnaden inte alltid var den mest lönsamma.
Kan man istället ha en bra kundservice kan den i sin tur ge merförsäljning vilket innebär högre inkomster. Bra logistik började ses som en konkurrensfördel.
Nu fokuserade logistiken inte bara på distribution utan även materialförsörjning och tillverkning i systemet, från råvara till slutkund.

### Fas 3 – Logistikstrategi
Under 1980-talet var det den japanska bilindustrin som påverkade och influerade logistiktänkandet. Fördelarna med att tillverka direkt mot kundorder är att man kan hålla en hög variantrikedom och korta ledtider om man arbetar på det japanska sättet.
Detta innebär att man ska använda ett minimum av resurser i arbetet; även lagret ska inräknas. För att lyckas med detta behöver företaget ta en stor logistikhänsyn och helhetssyn vid produktutveckling, inköp och produktion. Denna filosofi, med minimalt slöseri (på japanska: "muda") 
och med rätt åtgärd i rätt tidpunkt kallas på fackspråk Just-In-Time.
Informationsteknologin började också växa fram under denna fas, vilket innebär ett stort fokus på datorbaserade system för lagerstyrning, produktionsplanering, transportplanering och informationsöverföring.

### Fas 4 – Supply Chain Management
Under 1980- och 1990-talen inriktade företagen sig mer på sin kärnkompetens och började leja ut aktiviteter som kunde genomföras bättre och mer kostnadseffektivt av andra företag. Tredjepartslogistiken fick sitt stora lyft under denna tid. Företag lade ut sin tillverkning till mera kostnadseffektiva länder i Asien och Östeuropa, vilket innebar att logistikkedjan och informationen i den blev ännu viktigare. Vidare in på 1990-talet och även senare in på 2000-talet fortsatte utvidgningen. Informationsflödet fick en större betydelse, det var viktigt att kunna hålla informationen mellan de olika företagen i logistikkedjan.

## Beskrivning av fackområdet logistik
Logistik har utvecklats till ett intressant yrkesområde inom näringsliv och industri, även på akademisk nivå. Logistics Performance Index 2014, en aktuell studie som genomförs av Världsbanken, ser utbildningen av professionella logistikmedarbetare och Supply Chain Management-specialister som en av de viktigaste förutsättningarna för en fungerande världsekonomi.
Idag krävs det att chefer i den mellersta eller högre företagsledningen har akademisk utbildning för att kunna styra och optimera det synnerligen globala och komplexa materialflöde som berör allt från råvaruleverantörer till slutanvändare. Det finns otaliga högskolor som erbjuder utbildning på både kandidat- och masternivå med specialisering på logistik och Supply Chain Management.
Ett universitet som koncentrerar sig på forskning och vetenskap inom ämnet Supply Chain Management och logistik är Kühne Logistics University i Hamburg. 
Förutom solida kunskaper inom området måste chefer inom logistik och Supply Chain Management ha mycket god interkulturell kompetens och behärska flera språk. Viktiga förutsättningar är dessutom analytisk förmåga och helhetstänkande. God organisationsförmåga, kommunikations- och ledarskapsförmåga utgör andra viktiga krav. För att klara avtalsförhandlingar med logistikleverantörer eller för att bestämma om produkter eller tjänster ska produceras inom företaget eller köpas externt behövs dessutom mycket goda kunskaper inom ekonomi och juridik samt en djup förståelse för processer.

## Spedition
En speditör är en person som sköter om en fraktkunds hela transport. Till speditörens uppgifter har traditionellt tillhört att hitta lämpliga transportmedel för kundens räkning. Speditören kan även själv sköta transporten eller i vissa fall få ett transportörsansvar även om han inte sköter transporten själv. Speditören kan även ta hand om lagring av varor. Till speditörens uppgifter kan även höra att ta emot en vara, förtulla den och sköta om alla dokument som är nödvändiga för import och export.
Speditörsaktiviteter saknar i Norden egentlig lagstiftning. För att klargöra läget har Nordiskt speditörförbund uppställt allmänna regler vilka vanligen följs av speditörerna (Nordiskt Speditörförbunds Allmänna Bestämmelser, NSAB). För att reglerna skall gälla måste det hänvisas till dem i speditionsavtalet (eller framkomma av handelssedvana speditören och kunden emellan). Reglerna kom till redan i början av 1900-talet och har sedan dess använts flitigt och reviderats ett antal gånger. Dessa regler är inte lagar utan standardavtal. Således har det speciellt i utomnordisk spedition förekommit vissa oklarheter om vilka regler och lagar som egentligen gäller.
Vid speditörernas fakturering förekommer ofta en svårbegriplig post dragarpengar, som är en kvarleva från förr.